# Cold Cave
Cold Cave est un groupe américain de dark wave, originaire de Los Angeles, en Californie. Il est formé par Wesley Eisold comme projet basé à Los Angeles et New York et décrit comme un « collage de dark wave, de musique noise et de synthpop. »

## Histoire

### Débuts (2007–2012)
Cold Cave est formé en 2007 par Wesley Eisold, fondateur du label Heartworm Press et ancien chanteur des groupes de punk hardcore Give Up the Ghost (aussi connu sous le nom de American Nightmare) et Some Girls. Cold Cave est la première tentative de Wes Eisold dans la composition instrumentale. Eisold est né avec une seule main, ce qui l'a naturellement conduit vers la musique électronique.
Après une première sortie sur Dais Records, Hospital Productions, What's Your Rupture? et son propre label Heartworm Press, Eisold signe sur Matador Records qui réédite son premier album auto-produit, Love Comes Close, le 3 novembre 2009.
En avril 2011, Matador Records sort son deuxième album, Cherish the Light Years. En juillet 2011, Cold Cave s'occupe d'un remix de I Didn't See It Coming du groupe Belle and Sebastian. Le morceau apparaît sur leur single Come On Sister distribué par Matador Records et Rough Trade.
En avril 2012, Cold Cave joue au Musée Solomon R. Guggenheim au milieu des sculptures de John Chamberlain dans le cadre de l'exposition « Divine Ricochet ». En octobre 2012, Cold Cave joue au Getty Center.

### Des singles àSunflower(depuis 2012)
En septembre 2012, Eisold annonce que Cold Cave tournera aux États-Unis plus tard dans l'année, enregistrera un nouvel album et que le personnel du groupe comprenait maintenant Hunter Burgan (AFI), London May (Samhain), Jessie Nelson, et Cody Votolato (The Blood Brothers),,. Cette formation ne sera présente que pour cette tournée de deux semaines et demi, Eisold ayant dit que jouer en formation complète avait déjà échoué pendant la tournée promotionnelle de Cherish the Light Years. Pendant qu'il continue de travailler sur une suite à Cherish the Light Years, sans contrat avec une maison de disque, Wes Eisold commence à sortir indépendamment une série de singles,. Eisold a écrit et enregistré ces nouveaux morceaux lui-même en suivant le même processus que pour Cremations et Love Comes Close. Il a dit que ces morceaux ont été créés, « par moi-même, sur un bureau dans mon appartement. C'était la libération, excitant d’une certaine manière, parce que je ne devais à personne un album. Je devais juste le faire pour le faire. Les chansons étaient minimales, honnêtes, électroniques et sans aide extérieure ».
Le premier single de la série s'intitule A Little Death to Laugh. Le single est sorti en octobre 2012 via Heartworm et un clip suit en mars 2013. En 2013, Eisold sort Oceans with No End (via Deathwish Inc. le label de Jacob Bannon), God Made the World et Black Boots. Slava Tsukerman, connu pour son film de 1982, Liquid Sky, dirigea le clip pour le morceau Black Boots. En octobre 2013, Cold Cave sort un cinquième single intitulé Nausea, The Earth and Me disponible en format digital uniquement. Le 21 février 2013, Eisold annonce que Justin Benoit, un ancien membre de Cold Cave, était décédé. Pour promouvoir ses nouveaux singles, Cold Cave a tourné intensivement en Asie, jouant au Japon, en Corée du Sud, en Chine, en Thaïlande, au Népal et à Hong Kong en Avril 2013, il joue en concert en compagnie de Boyd Rice à la mi-2013, a tourné avec Gary Numan en septembre 2013, puis avec Douglas McCarthy, leader de Nitzer Ebb, en octobre 2013.
En janvier 2014, Cold Cave remixe le morceau Running de Nine Inch Nails pour l'EP de remix Seed Eight, conçu pour coïncider avec le lancement de Beats Music. En mai 2014, Cold Cave ouvre pour Nine Inch Nails sur leur tournée européenne et leur tournée au Royaume-Uni. Cold Cave est aussi invité à ouvrir pour Nine Inch Nails et Soundgarden sur leur tournée nord-américaine, après que Death Grips, le groupe choisi à l'origine pour la première partie, ait décidé de se séparer.
Cold Cave commence à travailler sur son troisième album studio, provisoirement nommé Sunflower, en 2013 et dont la sortie était au départ attendue pour 2014. Sur la possible nouvelle direction musicale de l'album, Wes Eisold a dit que ce serait un « mélange entre certains des gros sons de Cherish et d'autres trucs plus minimalistes qui m'intéressent maintenant, comme Suicide ou 39 Clocks ». Toutefois les tournées promotionnelles pour Full Cold Moon et la série de singles de 2012–2013 se sont avérées plus profitables que prévu, en conséquence, le travail sur Sunflower a été mis en suspens.
En juin 2015, Cold Cave joue au mariage de Tony Hawk et de Catherine Goodman au Manoir Adare en Irlande. À la fin septembre 2017, Cold Cave publie un single intitulé Glory, Le clip qui l'accompagne révèle un groupe sur scène composé de Wesley Eisold (chant), Amy Lee (synthétiseur), Max G. Morton (synthétiseur), Nils Bue (basse/guitare) et Ryan McMahon (batterie).  Le groupe effectue une mini-tournée américaine, puis joue en Europe to en soutien à The Jesus and Mary Chain jusqu'à la mi-octobre.

## Contributeurs
Cold Cave est fondamentalement un projet solo de l'ancien leader de Give Up the Ghost et de Some Girls, Wesley Eisold. Bien que depuis sa conception, il y ait eu d'autres personnes à contribuer à Cold Cave, que ce soit en studio ou en tournée, Wes Eisold ne considère aucune d'entre elles comme membre officiel. Sur le sujet, il a dit en interview, « J'ai du mal avec le mot « membre », il n'y a pas de « membres » dans Cold Cave. C'est juste moi. J'ai collaboré avec beaucoup de gens. Certains étaient extrêmement précieux, d'autres sans valeur, et j'en suis arrivé à un point où il est plus confortable pour moi de faire les choses par moi-même. »

### Autres contributeurs
- Caralee McElroy (2009–2010)
- Justin Benoit - claviers live pendant les tournées de Love Comes Close et joue sur le split de Cold Cave avec Prurient, Stars Explode. Benoit est décédé en février 2013)
- Dominick Fernow - claviers live (2009-2011)
- Amy Lee - performance live, photographe, vidéaste et designer[4],[29],[23],[30] (depuis 2012)
- Boyd Rice - claviers live (2013)

## Discographie

### Albums studio
- 2009 : Love Comes Close (Heartworm Press)
- 2011 : Cherish the Light Years (Matador)
- 2021 : Fate In Seven Lessons (Heartworm Press)

### Compilations
- 2009 : Cremations (Hospital)[31]
- 2014 : Full Cold Moon (Heartworm)

### EP
- 2008 : Coma Potion (Heartworm)[32]
- 2008 : Painted Nails (Hospital)[32]
- 2009 : Electronic Dreams (Heartworm)[32]
- 2009 : Easel and Ruby (What's Your Rupture?)[33]
- 2009 : Death Comes Close (Matador)[34]
- 2009 : Stars Explode (split avec Prurient) (Hospital)[35]
- 2010 : Life Magazine Remixes (Matador)[36]
- 2010 : New Morale Leadership (Hospital)[37]
- 2015 : Rebellion Is Over (collaboration avec Genesis P-Orridge et Black Rain) (Heartworm Press/Dais Records)

### Singles
| Année | Morceau                          | Album                   |
| ----- | -------------------------------- | ----------------------- |
| 2008  | The Trees Grew Emotions and Died | Love Comes Close        |
| 2009  | The Laurels                      | Love Comes Close        |
| 2010  | Life Magazine                    | Love Comes Close        |
| 2011  | The Great Pan is Dead            | Cherish the Light Years |
| 2011  | Villains of the Moon             | Cherish the Light Years |
| 2012  | Confetti / Believe in my Blood   | Cherish the Light Years |
| 2012  | A Little Death to Laugh          |                         |
| 2013  | Oceans with No End               |                         |
| 2013  | God Made the World               |                         |
| 2013  | Black Boots                      |                         |
| 2013  | Nausea, The Earth and Me         |                         |
| 2015  | Doom, Doom, Doom                 |                         |
| 2016  | Nothing Is True But You          |                         |

### Clips
- Love Comes Close (2009)
- Life Magazine (2010)[42]
- Villains of the Moon (2011)[43]
- A Little Death to Laugh (2013)[18]
- Black Boots (2013)[13]